# Geminiviridae
Die Geminiviridae sind eine Familie von DNA-Viren, die verschiedene Pflanzenarten infizieren. Sie werden durch verschiedene Insekten übertragen. Sie sind Pathogene mit agrarwirtschaftlicher Bedeutung.

## Aufbau

### Virion

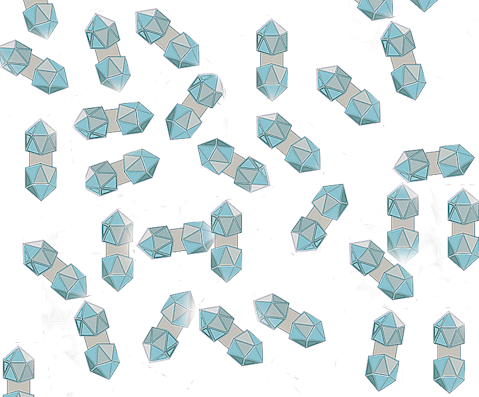
Schematische Zeichnung von Geminiviridae-Partikeln

Die Virionen (Virusteilchen) der Geminiviren besitzen ein unbehülltes Kapsid, das eine Länge von etwa 38 nm und ein Durchmesser von etwa 22 nm aufweist. Das Kapsid besitzt entlang der Hälfte der Längsseite eine Einschnürung. Durch die Einschnürung wird das Kapsid in zwei ungefähr gleiche Hälften von ikosaedrischerer Struktur mit einer Triangulationszahl von eins unterteilt, woher der Name Geminiviridae (lateinisch gemini ‚Zwillinge‘) stammt. Im Zellkern der Wirtszelle wird die virale einzelsträngige (+)-Strang-DNA ins Kapsid verpackt.

### Genom

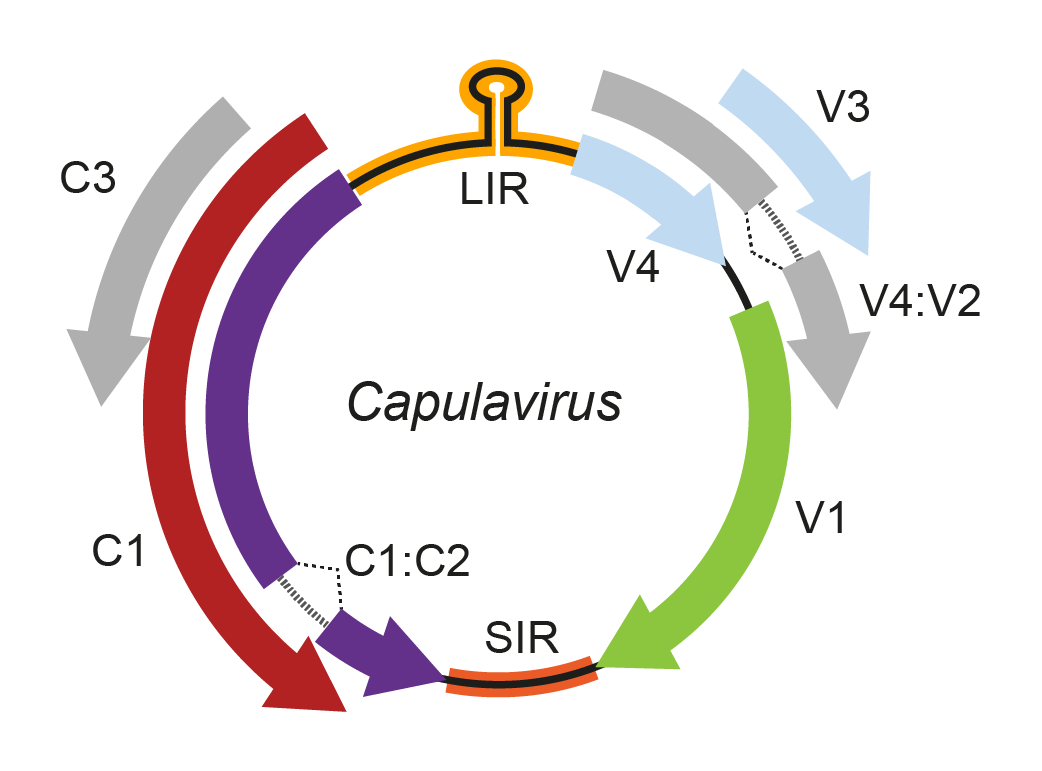
Genomkarte der Gattung Capulavirus

Geminiviren besitzen – wie auch Circoviren und Nanoviren – ein vergleichsweise kleines Genom aus einem einzelsträngigen zirkulären DNA-Molekül mit ambisense-Polarität von etwa 2,5–3,1 Kilobasen Länge mit zwei gegenläufigen offenen Leserastern. Bei manchen Begomoviren (z. B. AbMV) ist das Genom zweiteilig (englisch bipartite) mit zwei DNA-Strängen von je 2,6–2,8 Kilobasen, weshalb eine Infektion erst durch zwei Begomoviren mit unterschiedlichen Genomhälften erfolgen kann. Geminiviren sind möglicherweise aus einem Plasmid der Phytoplasma spp. entstanden. Die Genome der Geminiviren können bei einer Koinfektion zweier oder mehrerer Geminiviren rekombinieren. Das Genom wird durch die DNA-Polymerase der Wirtszelle im Zellkern einer Pflanzenzelle per rolling circle replication repliziert. Das virale Protein Rep schneidet die virale DNA im Replikationsursprung und leitet damit die Replikation ein. Die Replikation beginnt an inverted repeats bei der konservierten Nonanukleotid-Sequenz TAATATTAC, die möglicherweise eine stem loop-Sekundärstruktur ausbildet.

### Proteine
Das Genom codiert für die Proteine Rep und CP (von englisch coat protein ‚Hüllprotein‘). Rep ist eine Endonuklease und leitet die Replikation des viralen Genoms ein. CP ist das Kapsidprotein und ist ein essentieller Bestandteil bei der Replikation des Genoms.

## Replikationszyklus
Geminiviren werden nach der Aufnahme in die Zelle aus dem Zytosol durch einen Zellkernimport in den Zellkern geschleust. Dort initiiert Rep die Replikation der viralen DNA durch die DNA-Polymerase der Wirtszelle unter Beteiligung des CP und die Transkription. Die virale mRNA wird ins Zytosol geschleust, wo am Ribosom die viralen Proteine erzeugt werden. Die viralen Proteine werden in den Zellkern geschleust, lagern sich zusammen und binden virale DNA, wodurch die Virionen gebildet werden. Die Viren verlassen die Zelle unter anderem durch Knospung. Es ist bisher unklar, zu welchen Anteilen die Transmission durch Virionen oder über Desmosomen durch virale DNA mit gebundenem CP erfolgt.

## Systematik
Geminiviridae ist die größte Familie einzelsträngiger DNA-Viren. Das Mastreviren werden durch verschiedene Zikaden übertragen, z. B. Das Maize streak virus und African streak viruses durch Cicadulina mbila (Zwergzikaden). Curtoviren und Topocuviren werden durch Buckelzirpen übertragen, z. B. das Tomato pseudo-curly top virus durch Micrutalis malleifera (Smiliinae). Begomoviren werden durch die Weiße Fliege Bemisia tabaci übertragen.
Die Familie Geminiviridae umfasst mit Stand 30. April 2024 folgende Gattungen (ehemalige Typusspezies sind mit (*) markiert):
- Gattung Becurtovirus

- Spezies Becurtovirus betae (*) mit Beet curly top Iran virus
- Spezies Becurtovirus exomis mit Exomis microphylla latent virus
- Spezies Becurtovirus spinaciae mit Spinach curly top Arizona virus alias Spinach severe curly top virus

- Gattung Begomovirus[9] (445 Spezies siehe Zielartikel)

- Gattung Capulavirus

- Spezies Capulavirus euphorbiae (*) mit Euphorbia caput-medusae latent virus
- Spezies Capulavirus medicagonis mit Alfalfa leaf curl virus
- Spezies Capulavirus phaseoli mit French bean severe leaf curl virus
- Spezies Capulavirus plantagonis mit Plantago lanceolata latent virus

- Gattung Citlodavirus

- Spezies Citlodavirus broussonetiae mit Paper mulberry leaf curl virus 2
- Spezies Citlodavirus camelliae mit Camellia chlorotic dwarf-associated virus
- Spezies Citlodavirus citri (*) mit Citrus chlorotic dwarf associated virus
- Spezies Citlodavirus passiflorae mit Passion fruit chlorotic mottle virus

- Gattung Curtovirus[10]

- Spezies Curtovirus armoraciae mit Horseradish curly top virus
- Spezies Curtovirus betae (*) mit Beet curly top virus
- Spezies Curtovirus spinaciae mit Spinach severe curly top virus

- Gattung Eragrovirus (monotypisch)

- Spezies Eragrovirus curvulae (*) mit Eragrostis curvula streak virus

- Gattung Grablovirus

- Spezies Grablovirus pruni mit Prunus latent virus (PrLV)
- Spezies Grablovirus silvestris Wild Vitis latent virus
- Spezies Grablovirus vitis (*) mit Grapevine red blotch virus alias Grapevine Cabernet Franc-associated virus, Grapevine redleaf-associated virus, Grapevine red blotch-associated virus (GRBV, GRBaV, GRLaV), ruft Rotfleckenkrankheit der Weinrebe (englisch Grapevine Red Blotch Disease, GRBD) hervor.

- Gattung Maldovirus

- Spezies Maldovirus junci mit Juncus maritimus geminivirus 1
- Spezies Maldovirus mali mit Apple geminivirus 1
- Spezies Maldovirus vitis mit Grapevine geminivirus A

- Gattung Mastrevirus[16]

- Spezies Mastrevirus arietini mit Chickpea chlorosis Australia virus
- Spezies Mastrevirus avenae mit Oat dwarf virus (ODV)
- Spezies Mastrevirus axonopi mit Axonopus compressus streak virus
- Spezies Mastrevirus bourbonense mit Maize streak Reunion virus
- Spezies Mastrevirus bromi mit Bromus catharticus striate mosaic virus (Trespen-Mosaikvirus?)
- Spezies Mastrevirus chloris mit Chloris striate mosaic virus
- Spezies Mastrevirus cicerosis mit Chickpea chlorosis virus
- Spezies Mastrevirus cicerparvi mit Chickpea chlorotic dwarf virus
- Spezies Mastrevirus ciliaris mit Digitaria ciliaris striate mosaic virus
- Spezies Mastrevirus didactylae mit Digitaria didactyla striate mosaic virus
- Spezies Mastrevirus digitariae mit Digitaria streak virus
- Spezies Mastrevirus dilatati mit Paspalum dilatatum striate mosaic virus
- Spezies Mastrevirus eleusinae mit Eleusine indica associated virus
- Spezies Mastrevirus eragrostis mit Eragrostis streak virus
- Spezies Mastrevirus eragrostisminoris mit Eragrostis minor streak virus
- Spezies Mastrevirus erythrodiplaxis mit Dragonfly-associated mastrevirus
- Spezies Mastrevirus flavaparvi mit Chickpea yellow dwarf virus
- Spezies Mastrevirus flavi mit Chickpea yellows virus
- Spezies Mastrevirus fulleri mit Maize streak dwarfing virus
- Spezies Mastrevirus hordei mit Wheat dwarf virus, inkl. Barley dwarf virus (BDV)
- Spezies Mastrevirus ipomoeae mit Sweet potato symptomless virus 1
- Spezies Mastrevirus melenis mit Melenis repens associated virus
- Spezies Mastrevirus miscanthi mit Miscanthus streak virus
- Spezies Mastrevirus oryzaprimi mit Rice latent virus 1
- Spezies Mastrevirus oryzasecundi mit Rice latent virus 2
- Spezies Mastrevirus panici mit Panicum streak virus
- Spezies Mastrevirus paspali mit Paspalum striate mosaic virus
- Spezies Mastrevirus rubrumprimi mit Chickpea redleaf virus [1]
- Spezies Mastrevirus rubrumsecundi mit Chickpea redleaf virus 2
- Spezies Mastrevirus sacchari mit Saccharum streak virus
- Spezies Mastrevirus saccharofficinari mit Sugarcane streak virus
- Spezies Mastrevirus saccharumalbusvenae mit Sugarcane white streak virus
- Spezies Mastrevirus saccharumbourbonense mit Sugarcane streak Reunion virus
- Spezies Mastrevirus saccharumegyptense mit Sugarcane streak Egypt virus
- Spezies Mastrevirus saccharumpallidi mit Sugarcane chlorotic streak virus
- Spezies Mastrevirus saccharumstriati mit Sugarcane striate virus
- Spezies Mastrevirus sorghi mit Sorghum arundinaceum associated virus
- Spezies Mastrevirus sporoboprimi mit Sporobolus striate mosaic virus 1
- Spezies Mastrevirus sporobosecundi mit Sporobolus striate mosaic virus 2
- Spezies Mastrevirus storeyi (*) mit Maize Streak Virus Maize streak virus
- Spezies Mastrevirus striatis mit Maize striate mosaic virus
- Spezies Mastrevirus tabaci mit Tobacco yellow dwarf virus
- Spezies Mastrevirus tritici mit Wheat dwarf India virus
- Spezies Mastrevirus urochloae mit Urochloa streak virus
- Spezies Mastrevirus virgati mit Switchgrass mosaic-associated virus

- Gattung Mulcrilevirus

- Spezies Mulcrilevirus broussonetiae mit Paper mulberry leaf curl virus 1
- Spezies Mulcrilevirus mori (*) mit Mulberry crinkle leaf virus alias Mulberry mosaic dwarf associated virus

- Gattung Opunvirus

- Spezies Opunvirus opuntiae (*) mit Opuntia virus 1 (Opuntia-Virus 1)

- Gattung Topilevirus

- Spezies Topilevirus lycopersici mit Tomato geminivirus 1 (Tomaten-Geminivirus 1)
- Spezies Topilevirus solani (*) mit Tomato apical leaf curl virus

- Gattung Topocuvirus[18] (monotypisch)

- Spezies Topocuvirus solani (*) mit Tomato pseudo-curly top virus

- Gattung Turncurtovirus

- Spezies Turncurtovirus brassicae (*) mit Turnip curly top virus
- Spezies Turncurtovirus rapae mit Turnip leaf roll virus
- Spezies Turncurtovirus sesami mit Sesame curly top

- Gattung Welwivirus

- Spezies Welwivirus mirabilis mit Welwitschia mirabilis associated geminivirus B (WMaGVB)
- Spezies Welwivirus welwitschiae mit Welwitschia mirabilis associated geminivirus A (WMaGVA)

Als Kladen/Genera/Spezies der Geminiviridae ohne genauere Zuordnung vorgeschlagen:
- Genus „Baminivirus“[19][20][21]
  - Spezies „Bangkok gemini-like virus“ (BamiV)
- Genus „Niminivirus“[19][20][22]

- Spezies „Nigeria gemini-like virus“ (NimiV)

## Helferviren
Die Geminiviridae können als Helferviren der Satellitenviren aus der Familie Tolecusatellitidae und der Unterfamilie  Geminialphasatellitinae der Alphasatellitidae dienen.